# León Benavente
León Benavente est un groupe espagnol de rock alternatif. Il naît de la réunion de quatre anciens musiciens : Abraham Boba, Eduardo Baos, Luis Rodríguez et César Verdú. Leur style rock se caratacérise par des mélodies accrocheuses et certaines touches sombres des années 1980. Leurs paroles sont acides et beaucoup d'entre elles reflètent la difficile réalité espagnole de ces derniers temps.

## Histoire
Le nom du groupe vient d'un tronçon de route entre León et Benavente qui va du nord au sud de l'Espagne et que les quatre musiciens parcourent souvent. Les membres de León Benavente ont une longue histoire dans la scène rock espagnole. Les membres de León Benavente jouent dans d'autres groupes : Abraham Boba, Eduardo Baos et Luis Rodríguez jouent régulièrement dans le groupe de Nacho Vegas ; Abraham Boba publie des morceaux solo ; Eduardo Baos a joué dans Tachenko et César Verdú est batteur dans Schwarz.
La première œuvre du groupe est un album éponyme de dix chansons publié par le label Marxophone en mai 2013 en CD et en vinyle. Le premier single de l'album est le morceau Ánimo, valiente, pour laquelle ils enregistrent un clip vidéo qui est présenté en avant-première le 13 juin 2013 sur le site web d'El País. L'album est très bien accueilli et après quelques concerts de présentation avant l'été, León Benavente réussit à jouer dans quelques festivals d'été espagnols tels que Sonorama et Arenal Sound.
Les nouveaux morceaux, trois d'entre elles et une reprise de Europa ha muerto par Ilegales, sortent le 10 décembre 2013 sous la forme d'un EP vinyle de 10 pouces intitulé Todos contra Todos. Leur deuxième album, intitulé laconiquement 2, montre un groupe encore plus déterminé et résolu que sur leur première sortie, établissant définitivement ce qui semble être leur signature sonore,.
En avril 2016, Type D, un vinyle de 7 pouces, sort à l'occasion du Record Store Day. Il contient le titre du même nom ainsi que Televisión, une chanson à laquelle participe Enrique Bunbury. En 2017, ils sortent l'album En la selva avec lequel ils entament une tournée en Espagne, participant à des festivals tels que l'Interstellar Festival à Séville et le Festival de Sonidos Líquidos à La Geria, Lanzarote.

## Discographie
- 2013 : León Benavente (Marxophone)
- 2013 : Todos contra todos (EP) (Marxophone)
- 2014 : León Benavente edición especial (Marxophone)
- 2016 : 2 (Warner, Marxophone)
- 2016 : Tipo D / Televisión feat. Enrique Bunbury (single) (Warner)
- 2017 : En la Selva (EP) (Warner)
- 2019 : Vamos a volvernos locos
- 2022 : ERA  (Warner Music)
- 2023 : Década (démo et inédits de 2012-2013)
- 2024 : Nueva sinfonía sobre el caos